# Coro de cámara

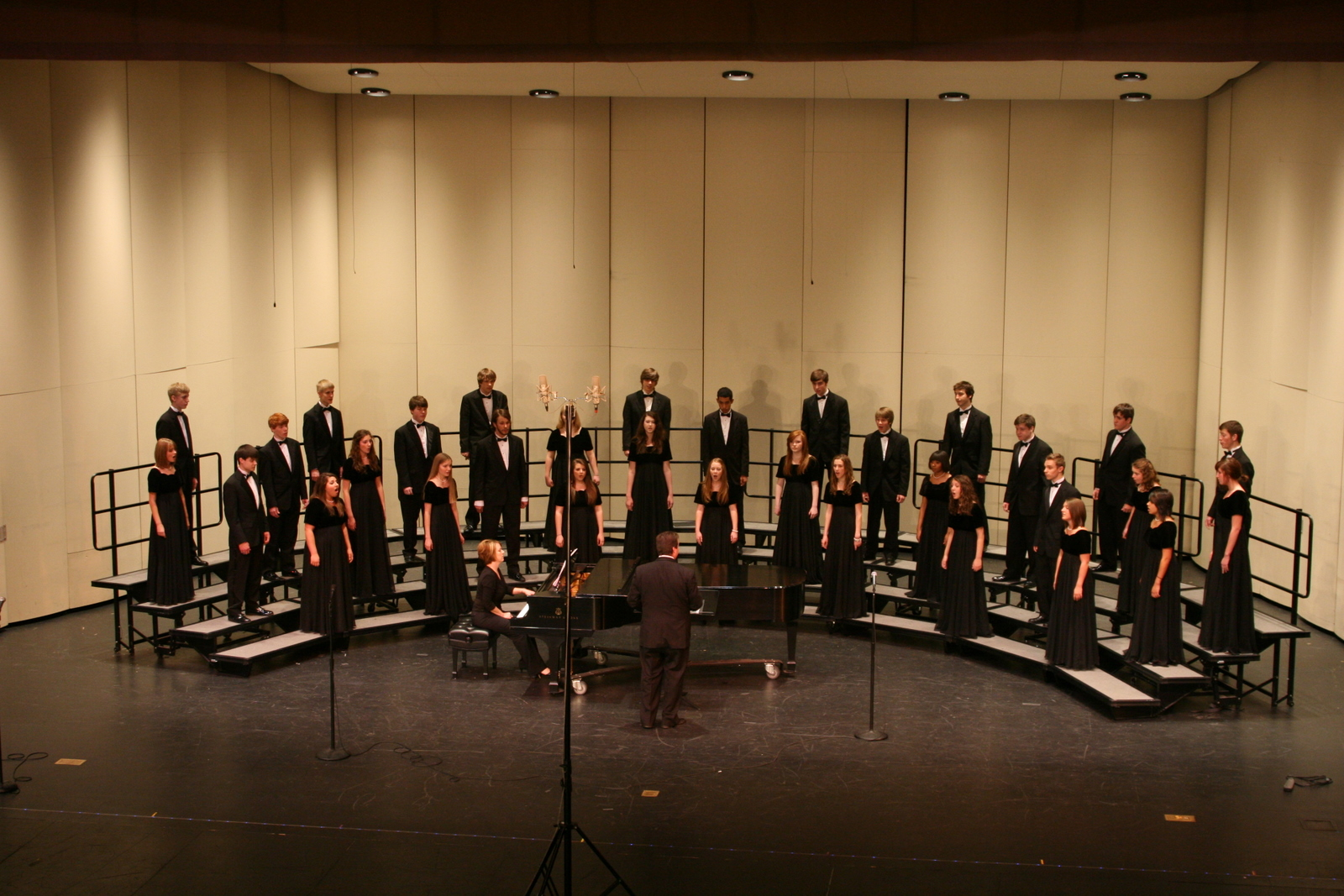
Imagen de un coro de cámara posicionado en media Luna como lo habitual, se trata de una orquesta reducida.

Un coro de cámara es el coro propio de una agrupación musical de cámara, usando voces en lugar de instrumentos. El coro está formado habitualmente por 5-25 cantantes de élite, con frecuencia asociados a una agrupación coral mayor. Según el número de ejecutantes se denominará dúo, trío, cuarteto, quinteto, sexteto, septimino o septeto, octeto, etcétera.
Estos conjuntos corales de cámara pueden estar agrupados de las más variadas formas.
Se trata de un grupo reducido de ejecutantes que puede ser compuesto por voces iguales, esto es, compuestos solamente por voces masculinas o femeninas, o bien por voces mixtas, es decir, por voces femeninas y masculinas.   Pueden ejecutar repertorio de una sola melodía, es decir, unísono; o bien cantar piezas de varias melodías conjuntadas, desde 2 o hasta un máximo de 5 ; aunque pueden ser más, el oído humano no puede distinguirlas, siendo difícil hasta para quien es músico.
En un coro de cámara las voces no pueden ser muchas en número y casi siempre se subdividen de manera que formen distintos grupos de voces y como sucede en todo coro, la dirección está confiada a un director.
- Datos: Q1723154
- Multimedia: Chamber choirs / Q1723154